# Gare de Mortagne-au-Perche
Ne doit pas être confondu avec Gare de Mortagne-sur-Sèvre.
La gare de Mortagne-au-Perche est une gare ferroviaire, fermée, des lignes d'Alençon à Condé-sur-Huisne, de Mamers à Mortagne-au-Perche, de Mortagne-au-Perche à L'Aigle et de Mortagne-au-Perche à Sainte-Gauburge. Elle est située au bout de l'avenue de la gare, qui la relie au centre-bourg de Mortagne-au-Perche, alors qu'elle se trouve sur le territoire de la commune de Saint-Langis-lès-Mortagne, à proximité de la limite entre les deux communes, dans le département de l'Orne, en France.
Mise en service en 1873 par la compagnie des chemins de fer de l'Orne, elle est fermée et désaffectée sur des lignes qui ont toutes un statut équivalent. Le bâtiment voyageurs de la compagnie de l'Ouest est toujours présent.

## Situation sur le réseau
Établie à 203 mètres d'altitude, la gare de Mortagne-au-Perche est située au point kilométrique (PK) 37,1 de la ligne d'Alençon à Condé-sur-Huisne, entre les gares de Courgeout et de Mauves - Corbon (la ligne et les gares sont fermées et désaffectées)

## Histoire
La gare de Mortagne-au-Perche est mise en service le 6 mai 1873 par la compagnie des chemins de fer de l'Orne, lorsqu'elle ouvre à l'exploitation sa ligne d'Alençon à Condé-sur-Huisne,, qui est une voie ferrée d'intérêt local.
Dès 1875, d'autres lignes d'intérêt local sont programmées puis construites par le ministère des travaux public, après le refus de la compagnie des chemins de fer de l'Ouest.

La gare dans les années 1900, 1910
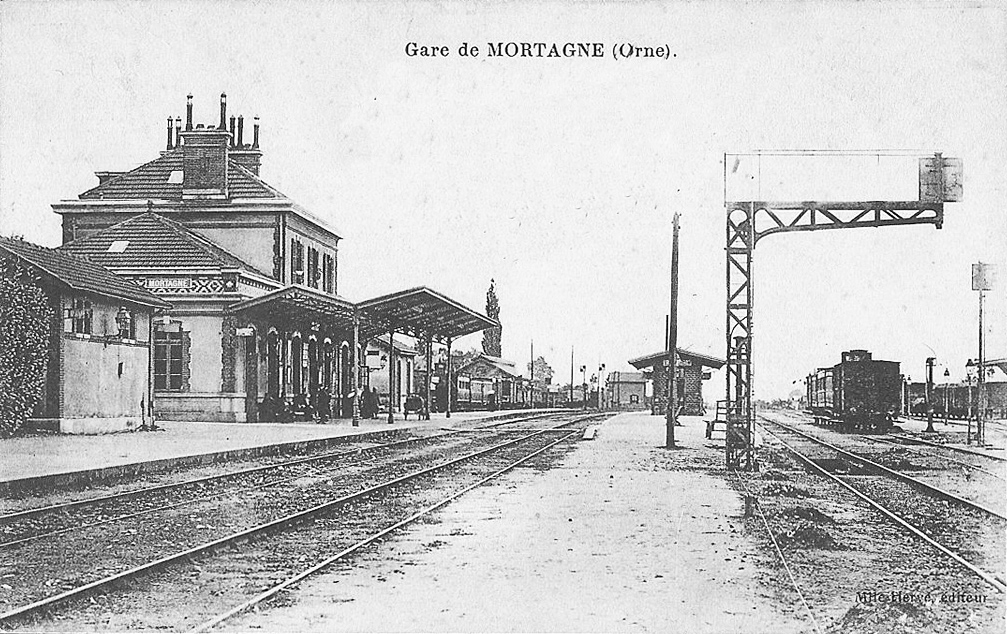
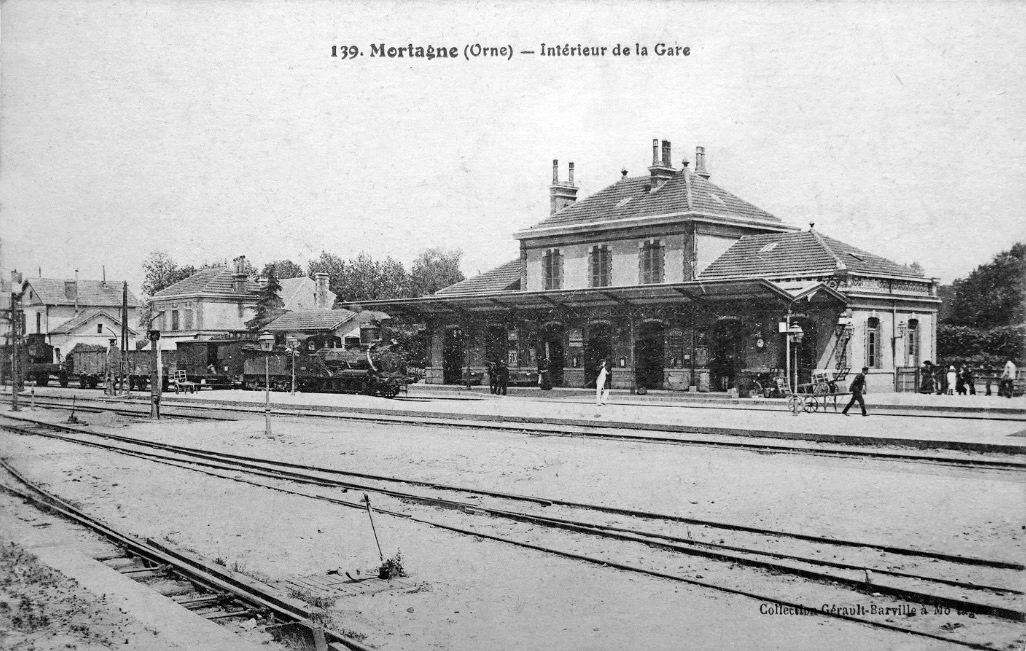

La gare était un nœud ferroviaire à la jonction de quatre lignes : Mamers à Mortagne-au-Perche, Mortagne-au-Perche à L'Aigle, Alençon à Condé-sur-Huisne et Mortagne-au-Perche à Sainte-Gauburge, toutes fermées.
Une ligne de tramway rural à voie métrique reliait la gare de Mortagne à celle de La Loupe. En service durant 22 ans, elle est fermée aux voyageurs en 1935.
La gare fermera au service voyageurs en 1953.

## Patrimoine ferroviaire
Le bâtiment voyageurs d'origine, désaffecté du service ferroviaire, est toujours présent sur le site.